# 哈梅爾山
哈梅爾山（英語：Mount Hummel）是南極洲的山峰，位於瑪麗伯德地，處於格蘭特島中東部，由美國海軍發現和繪入地圖，現時由南極條約體系管理。